# جلبان نيسولي
الجلبان النيسولي (باللاتينية: Lathyrus nissolia) نوع نباتي من جنس الجلبان ينتمي إلى الفصيلة البقولية.

## الموئل والانتشار
موطنه بلاد الشام والمغرب العربي ومعظم مناطق أوروبا والقوقاز.

## مرادفات للاسم العلمي
- (باللاتينية: Orobus nissolia)